# 파키스트로페우스
파키스트로페우스(학명:Pachystropheus rhaeticus)는 도마뱀아목에 이케초사우루스과에 속하는 도마뱀이다. 지금은 멸종된 종으로서 전체적인 몸길이가 2~3m인 거대한 도마뱀에 속한다.

## 특징
파키스트로페우스(그리스어 파키스, "Thick"과 "Strophaios, 척추뼈")는 영국 남서부의 래티안(Rhaetian, 후기 트라이아스기)에서 유래한 선사시대 파충류이다. 그것은 1935년에 에리카 폰 휴네에 의해 명명되었다. 휴네는 파키스트로피우스를 챔프소사우루스로 묘사했지만 1993년에 스톨스와 고워에 의해 다시 기술될 때까지 수십 년 동안 간과되었다. 이러한 재평가는 챔프소사우루스의 화석 기록을 4500만년전으로 연장할 것이다. 하지만, 다른 작가들이 초리스토테라에 문제가 되는 것이 아닌 또한 수생 파충류의 뼈대 초리스토데라보다 다른에서 발견되고 거들 추골 캐릭터들에 달려 있다고 말하는 초리스토데라스의 진단 기능의 대부분의 해골 형상이었지만 이들의 존재 확인할 수 없어서 파키스트로페우스의 귀인이라고 생각한다. 이는 즉 인 파키스트로페우스가 된다. 이러한 분류군에 대한 확인된 두개골 재료가 없기 때문에 실비오 르네스토(2005년)는 파키스트로페우스의 두개골 후골격과 탈라토사우루스속 엔데나사우루스의 유사성을 발견했다. 르네스토에 따르면 이러한 유사성은 파키스트로피우스와 엔데나사우루스가 가까운 친척이라는 것을 나타낼 수 있지만 그것들은 단순히 수중 봇의 라이프스타일에 의해서 촉발된 수렴 진화의 한 사례일 수도 있다. 양턱에는 총 20~25개의 날카로운 이빨들이 나 있다. 먹이로는 당대에 서식했던 곤충, 절지동물, 무척추동물을 주로 잡아먹소 살았을 육식성의 도마뱀으로 추정되는 종이다.

## 생존시기와 서식지와 화석의 발견
파키스트로페우스가 생존했었던 시기는 중생대의 트라이아스기 후기로서 지금으로부터 2억년전~1억 8000만년전에 생존했었던 종이다. 생존했었던 시기에는 유럽을 중심으로 하는 산림과 초원에서 주로 서식했었던 도마뱀이다. 화석의 발견은 1935년에 유럽의 국가 중에 하나인 영국의 트라이아스기에 형성된 지층에서 유럽의 고생물학자인 에리카 폰 후네에 의하여 처음으로 화석이 발견되어 새롭게 명명된 종이다.

## 같이 보기
- 파충류
- 중생대
- 트라이아스기
- 도마뱀
- 화석